# 娜杰日达·奥利扎连科
娜杰日达·费奥多罗芙娜·奥利扎连科（俄语：Надежда Фёдоровна Олизаренко，1953年11月28日—2017年2月18日），旧姓穆什塔（Мушта），前苏联女子田径运动员，主攻800米赛跑和1500米赛跑。她曾在1980年夏季奥林匹克运动会上赢得女子800米金牌及女子1500米铜牌。她于2017年因肌萎缩侧索硬化去世，享年63岁。